# Battaglia della Marmolada
La battaglia della Marmolada è stata una Guerra Bianca sul fronte italiano (1915-1918) durante la prima guerra mondiale. L'obiettivo dell'attacco italiano era quello di conquistare le posizioni difensive situate sulla cima del ghiacciaio della Marmolada per controllare gli accessi in val di Fassa e val Badia.
Nel 1916, durante la Grande Guerra, i genieri dell'esercito austroungarico realizzarono dentro il ghiacciaio della Marmolada un complesso di gallerie, dormitori e depositi per collegare le diverse postazioni in quota bersagliate dal costante tiro delle truppe italiane arroccate sulla Cresta di Serauta (allora il confine di Stato passava proprio per il ghiacciaio). Il continuo movimento del ghiacciaio e la riduzione del suo spessore hanno tuttavia cancellato ogni traccia dei circa 10 km di gallerie scavate dai soldati nelle viscere del ghiacciaio, denominata in tedesco Eisstadt ("Città di Ghiaccio").
Innumerevoli furono anche le audaci imprese delle truppe alpine italiane alla conquista di una serie di posizioni ad alta quota come Serauta o Forcella V, impegnandosi a fondo anche nella terribile guerra sotterranea, combattuta a colpi di martelli pneumatici e mine. A settembre 2015 risale l'ultimo ritrovamento bellico: una baracca austro-ungarica in legno rimasta intrappolata nel ghiaccio.
La presenza di questa città di ghiaccio ha comunque consentito di riportare alla luce alcune baracche e, nell'agosto 2009, i resti di un soldato italiano nella zona circostante la stazione del Serauta.

## Storia
Durante tutto il 1915 nessuno dei due eserciti tentò di occupare il massiccio della Marmolada che divideva i combattenti, a parte qualche scaramuccia tra pattuglie nemiche pratiche del luogo, che si erano spinte sulla Marmolada di Punta Penia a 3344 metri di quota, il settore rimase calmo fino alla primavera del 1916, quando alcune formazioni austro-ungariche si spinsero di sorpresa sui punti più importanti del margine opposto del ghiacciaio, occupandoli. Di conseguenza gli italiani, sentendosi minacciati alle spalle, sul Col di Lana, con una contro azione condotta con forze superiori, occupò la parte orientale della posizione di Piz Serauta, fortificandosi e impiantandovi una teleferica.
Da quel momento entrambi gli schieramenti iniziarono un'intensa attività per rinforzare le posizioni e creare uno schieramento stabile e protetto dalle intemperie e dall'artiglieria nemica. Gli austriaci installarono il loro punto centrale dei rifornimenti sotto la lingua del ghiacciaio sul Gran Poz a 2300 metri, dove vi era anche la stazione principale della teleferica, e da dove i portatori partivano per portare i rifornimenti verso le postazioni di «Forcella della Marmolada», «3259», «Dodici», «Undici», «2800» e «fessura S». Avvalendosi dell'ecrasite prima, e della forza muscolare poi, gli austriaci scavarono numerose gallerie all'interno del ghiacciaio al riparo dalle artiglierie italiane, le quali, ben posizionate in posizioni sopraelevate, colpivano insistentemente le posizioni nemiche. I lavori proseguirono per tutto l'inverno 1916 fino alla realizzazione di quella che, con un'espressione suggestiva, fu chiamata "la città fra i ghiacci" della Marmolada. Gli scontri non furono particolarmente numerosi, e si concentrarono soprattutto verso la parete che sovrastava la postazione della «fessura S» da dove gli austriaci iniziarono lo scavo di una caverna nella roccia, che indusse gli italiani a procedere, scavando a loro volta una galleria di contromina. Nonostante questo, gli austriaci riuscirono ad aprire un grosso foro nella parete rivolta verso gli italiani, nel quale issarono un pezzo d'artiglieria con il quale poterono sparare contro numerosi bersagli nemici e controllare i loro movimenti. Ma gli italiani, dopo aver appreso di essere sotto tiro, accelerarono i lavori di contromina, e grazie all'ausilio di perforatrici in poco tempo riuscirono raggiungere sotto le postazioni nemiche, che furono fatte saltare in diversi punti, eliminando in questo modo il pericolo creato dall'artiglieria nemica.
I mezzi e le disponibilità degli italiani erano però soverchianti rispetto alle disponibilità degli austro-ungarici, e ciò fece sì che questi ultimi pensarono soprattutto a costruire sempre più ripari e postazioni in roccia e ghiaccio, sia per difendersi dalle granate che dalle valanghe. Le operazioni quindi subirono una quasi totale stasi fino all'abbandono delle posizioni da parte italiana, dopo che gli uomini furono richiamati sul Piave a seguito dello sfondamento di Caporetto, e sul ghiacciaio della Marmolada le operazioni militari finirono del tutto. Anche gli austriaci abbandonarono quindi la città di ghiaccio, di cui oggi resta ben poco data la mancata manutenzione per via dell'abbandono delle gallerie e dei crolli.

## Galleria d'immagini

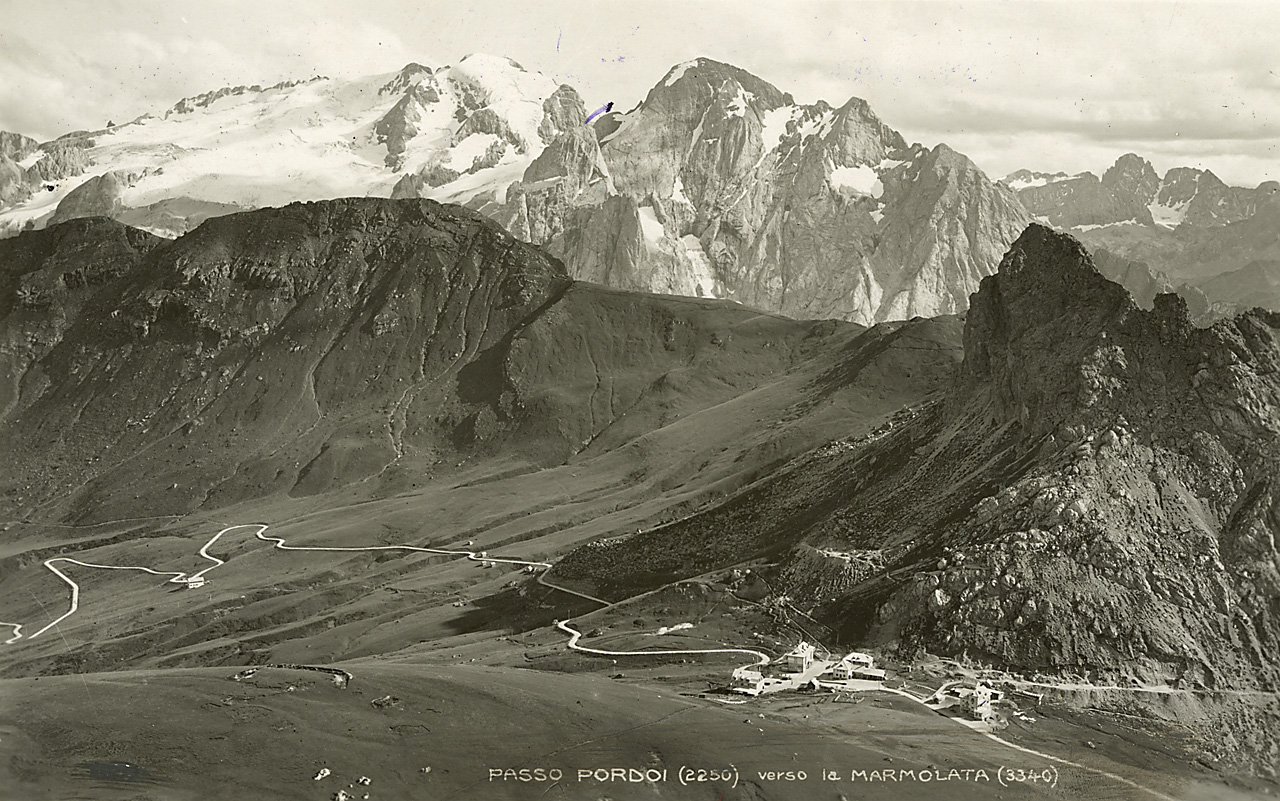
Il passo Pordoi e sullo sfondo a sinistra il ghiacciaio della Marmolada al tempo della prima guerra mondiale